# Carl Woese
Carl Richard Woese (15 iulie 1928 – 30 decembrie 2012) a fost un microbiolog și biofizician american.
Woese este cunoscut pentru definirea domeniului Archaea în 1977 prin taxonomia ARN-ului ribozomic 16S, o tehnică pună la punct de Woese, care a revoluționat microbiologia .
De asemenea, Woese a inventat ipoteza lumii ARN în anul 1967, deși nu el i-a atribuit acest nume  El a fost profesor de microbiologie la  Universitatea Illinois, Urbana-Champaign.